# Umweltziel
Umwelt(schutz)ziele sind in der Umweltökonomik und Ökologieorientierten Betriebswirtschaftslehre Ziele von Wirtschaftssubjekten, die der Vermeidung, Beseitigung, Reduzierung, Verwertung und der Überwachung von Umweltbelastungen dienen.

## Allgemeines
Als Wirtschaftssubjekte kommen Unternehmen mit ihren Unternehmenszielen, Privathaushalte (persönliche Ziele) und der Staat (Staatsziele) in Betracht. Da jedes dieser Wirtschaftssubjekte mehrere Ziele gleichzeitig verfolgt, müssen Umweltziele in eine Zielhierarchie eingeordnet werden. In Unternehmen sind Umweltschutzziele Bestandteil des betrieblichen Zielsystems, werden vom Umweltmanagement verfolgt und sollen die Umweltbelastung vermeiden, indem Emissionen reduziert, Ressourcen geschont und Risiken minimiert werden.
Umweltziele eines Unternehmens sind diejenigen Ziele, die es konkret für seinen betrieblichen Umweltschutz festlegt, wobei Schwachstellen behoben und die Umweltpolitik erfüllt werden sollen. Nach dem EMAS definiert Art. 2 Nr. 11 Verordnung (EG) Nr. 1221/2009 vom 25. November 2009 über die freiwillige Teilnahme von Organisationen an einem Gemeinschaftssystem für Umweltmanagement und Umweltbetriebsprüfung die Umweltzielsetzung als „ein sich aus der Umweltpolitik ergebendes und nach Möglichkeit zu quantifizierendes Gesamtziel, das sich eine Organisation gesetzt hat“. Im Anhang der EMAS-Verordnung werden Umweltziele dargestellt als „… eine Beschreibung der Umweltzielsetzungen und -einzelziele im Zusammenhang mit den wesentlichen Umweltaspekten und -auswirkungen …“. Die Umweltziele von Unternehmen bauen insbesondere auf Unternehmensdaten wie Umweltkosten und Umweltkostenrechnung und Umweltdaten wie Schadstoffausstoß auf.

## Arten
Allgemein wird unterschieden zwischen Umweltqualitätszielen und Umwelthandlungszielen:
- Umweltqualitätsziele charakterisieren einen bestimmten, sachlich, räumlich und zeitlich festzulegenden, angestrebten Umweltzustand auf weltweiter, regionaler oder lokaler Ebene.
- Umwelthandlungsziele beschreiben die angestrebten Verringerungen oder Veränderungen von Umwelteinwirkungen, die erforderlich sind, um die festgelegten Umweltqualitätsziele zu erreichen.

Ein Umweltziel kann auch darin bestehen, (möglichst) umweltfreundliche Produkte und Dienstleistungen herzustellen und/oder grüne Beschaffung vorzunehmen und Prinzipien der Nachhaltigkeit zu beachten.

## Unternehmen
Die wichtigsten Umweltziele werden von der Unternehmensführung in der Umweltpolitik festgelegt und im Umweltprogramm auf Unter- und Einzelziele heruntergebrochen, um im Umweltmanagementsystem integriert werden zu können. Untersuchungen aus 1992 zeigen, dass der Umweltschutz in der betrieblichen Zielhierarchie eher einen Platz in der unteren Hälfte einnahm. Je einfacher es ist, durch Umweltschutz gleichzeitig Gewinn zu erzielen (komplementäres Zielsystem) und somit ökologische und ökonomische Ziele nicht miteinander konkurrieren müssen, desto leichter fällt langfristig eine Implementierung des Umweltziels. Da sich eine ökologisch optimale Umweltbelastung wissenschaftlich schwer ermitteln lässt, werden die Ziele an einer relativen Verbesserung der Umweltqualität gegenüber einer Situation in der Vergangenheit ausgerichtet.
Zur Orientierung dienen hauptsächlich ökonomische Möglichkeiten zur Erfolgsermittlung, da ökologische Erfolgsgrößen meist subjektiv sind. Hierbei spielt z. B. das Kostensenkungspotenzial durch Ressourceneinsparungen und Abfallminimierung in der betrieblichen Produktion eine wichtige Rolle (Umweltbelastung pro Produkteinheit).
Zentrales Ziel eines betrieblichen Umweltmanagements ist das Erfolgskriterium der Ökoeffizienz. Es vergleicht die Höhe der Wertschöpfung mit der Schadschöpfung. Ökoeffiziente Produktions- und Konsumprozesse liegen dann vor, wenn das Verhältnis von Wertschöpfung zu Schadschöpfung gleich oder < 1 ist. Zum Erreichen des Optimums kann entweder das Minimalprinzip (minimaler Input) oder das Maximalprinzip (fixer Input) angewendet werden. Der erzeugte „added value“ dient zum Anreiz der Umorientierung und umschreibt:
- höhere Gewinnmargen,
- verbessertes Unternehmensimage,
- intensivere Kundenbeziehungen,
- größeres Potenzial, sich an Änderungen des umweltgesetzlichen Rahmens anzupassen.

## Staat
Der Staat verfolgt mit seiner Umweltpolitik bestimmte, festgelegte Umweltziele. Sie bilden ein wichtiges Kernelement einer systematischen, integrierten Umweltpolitik. Die intensive Entwicklung von Umweltindikatorensystemen zeigt, dass der Stellenwert von quantifizierten Zielvorgaben weiter zunimmt. Dabei orientieren sich Staaten an quantifizierten Zielvorgaben internationaler Organisationen oder Abkommen (etwa das Übereinkommen von Paris).

## Wirtschaftliche Aspekte
Umwelt(schutz)ziele müssen sich alle Unternehmen setzen, welche die natürliche Umgebung durch Emissionen belasten (Abgase, Abwasser, Lärm, Rauch, Ruß, Staub, Strahlung) und/oder nutzen (Abfallwirtschaft, Bodennutzung, Wasserverbrauch). Insbesondere trifft dies auf die Urproduktion (Land- und Forstwirtschaft, Fischerei und Bergbau), Industrie, Handel und Handwerk zu. 
Umweltstandards sind die quantitativen Konkretisierungen von Umweltzielen, so dass mit der Erfüllung von Umweltzielen auch eine Erfüllung übergeordneter Umweltstandards einhergeht.   
Das ökologische Maximum ist erreicht, wenn die Umwelt(qualitäts)ziele erfüllt sind.